# Côte d'Ingrid-Christensen

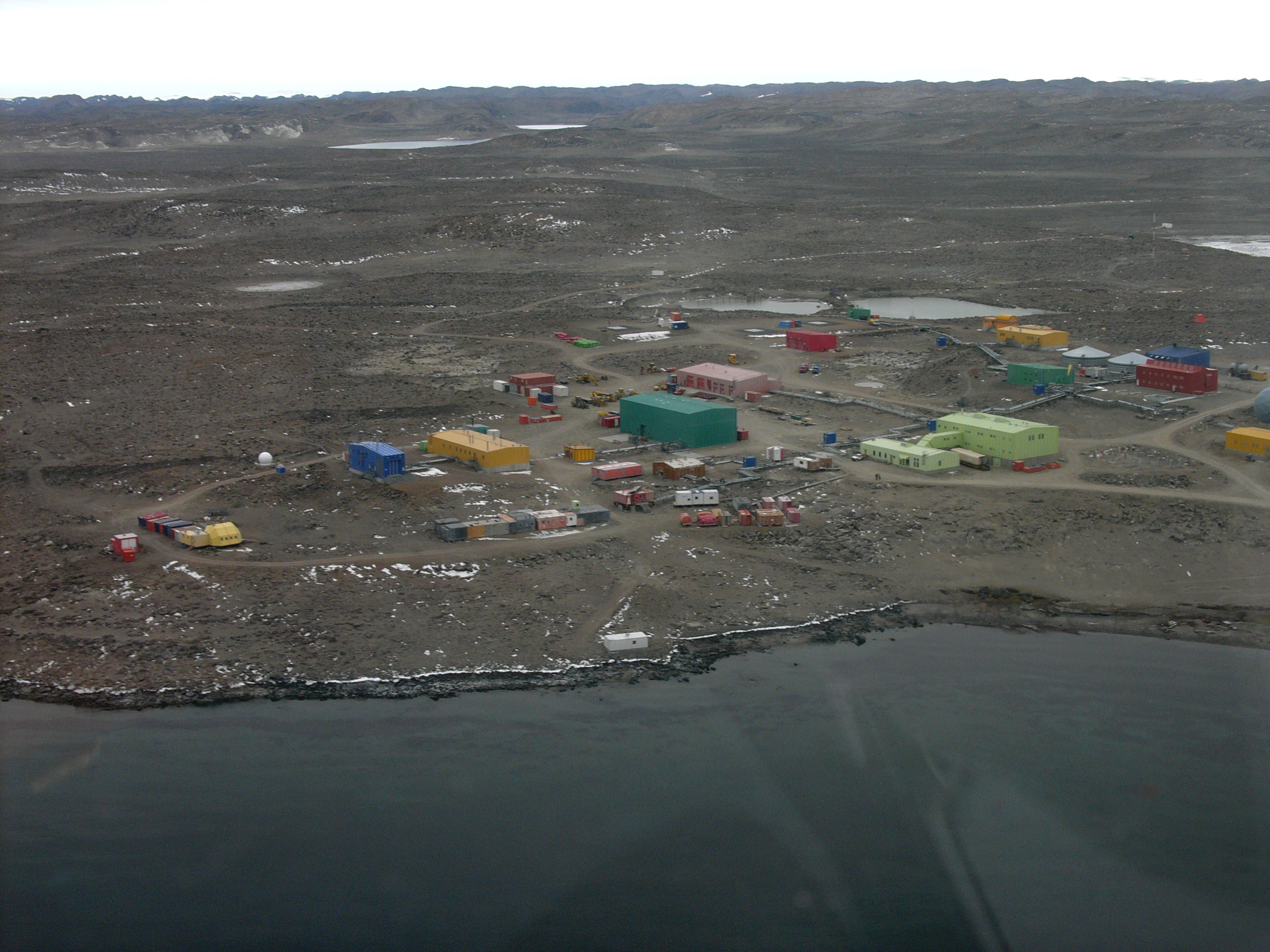
La station de recherche australienne Davis, au bord de la baie de Prydz, est située sur la côte d'Ingrid-Christensen

La côte d'Ingrid Christensen est une zone de l'Antarctique située entre le mont Jennings, à 72°33′E, et l'extrémité occidentale de la barrière ouest à 81°24′E.
Elle est située dans la moitié ouest de la terre de la Princesse-Élisabeth, juste à l'est de la barrière d'Amery.
Le 20 février 1935, la côte est découverte par le capitaine Klarius Mikkelsen qui débarque sur les collines de Vestfold avec son navire nommé Tórshavn appartenant à Lars Christensen. Il a avec lui sa femme Caroline Mikkelsen qui est ainsi la première femme à débarquer sur le continent Antarctique.
La côte porte le nom d'Ingrid Christensen, la femme de Lars qui est l'une des premières femmes à visiter l'Antarctique.